# Alma Guillermoprieto
Alma Guillermoprieto (Ciutat de Mèxic, 27 de maig de 1949) és una ballarina, professora, periodista i escriptora mexicana, que viu als Estats Units.

## Biografia
Va créixer al Districte Federal, però en la seva adolescència es va mudar amb la seva mare a Nova York, on va estudiar dansa moderna. El 1968 va ser contractada per impartir classes de dansa contemporània a l'Escola Nacional d'Art de Cuba (els records d'aquesta època els va recollir en el llibre Habana en un espejo). Va ser ballarina professional fins a 1973.
La seva carrera periodística va començar a mitjans de la dècada del 1970 escrivint a The Guardian, pel qual va cobrir la insurrecció nicaragüenc, i més tard es va passar al Washington Post, on va revelar la massacre del Mozote al Salvador. En els anys vuitanta, va ser cap de l'Amèrica del Sud de la revista Newsweek. En la dècada següent va començar a escriure llargs reportatges per a les revistes The New Yorker i The New York Review of Books. Aquestes cròniques les va recollir posteriorment al llibre The Heart That Bleeds.
L'abril de 1995 García Márquez la va convidar al taller inaugural de la Fundació Nou Periodisme Iberoamericà a Cartagena de Indias i des de llavors ha impartit diversos tallers per a joves periodistes al continent.
El 2008 va ser nomenada professora visitant del Centre d'Estudis Llatinoamericans de la Universitat de Chicago.

## Obres
- Samba (1990), sobre una temporada en una escola de samba a Rio de Janeiro
- El año en que no fuimos felices (1998), col·lecció d'articles sobre la crisi mexicana
- The Heart That Bleeds: Latin America Now (1994)
- Las guerras en Colombia: Tres ensayos (1999)
- Looking for History: Dispatches from Latin America (2001), recull d'articles
- Dancing with Cuba (2004)

## Premis i reconeixements
- Premi Maria Moors Cabot de 1990.
- Premi als Mitjans de l'Associació d'Estudis Llatinoamericans (1992)
- Beca MacArthur (1995)
- Doctorat honoris causa del Baruch College (2008)
- Càtedra Julio Cortázar de la Universitat de Guadalajara (2008)
- Premi George Polk, atorgat per l'Overseas Press Club (2009)
- Premi Princesa d'Astúries de Comunicació i Humanitats (2018)